# Chefe do Estado-Maior Conjunto das Forças Armadas Unificadas da Organização do Tratado de Varsóvia
O Chefe do Estado-Maior Combinado das Forças Armadas Unificadas da Organização do Tratado de Varsóvia (em russo: Начальник Объединенного штаба Объединенных вооруженных сил стран-участниц Варшавского договора; romaniz.: Nachal'nik Ob"yedinennogo shtaba Ob"yedinennykh vooruzhennykh sil stran-uchastnits Varshavskogo dogovora), ou simplesmente Chefe do Estado-Maior Conjunto do Pacto de Varsóvia era um posto de comando do Estado-Maior Combinado das forças militares do Pacto de Varsóvia. Além disso, o Chefe do Estado-Maior Combinado também foi Primeiro Vice-Chefe do Estado-Maior Geral das Forças Armadas da União Soviética. O cargo, instituído em 1955 e extinto em 1991, sempre foi ocupado por um oficial militar soviético. 

## Lista de titulares
| N°. | Retrato | (Patente) Nome (Nascimento–Morte)                | Mandato               | Mandato               | Mandato           | Ramo de Defesa     | Ref.  |
| N°. | Retrato | (Patente) Nome (Nascimento–Morte)                | Início                | Fim                   | Tempo no cargo    | Ramo de Defesa     | Ref.  |
| --- | ------- | ------------------------------------------------ | --------------------- | --------------------- | ----------------- | ------------------ | ----- |
| 1   |         | General do Exército Aleksei Antonov (1896–1962)  | 14 de maio de 1955    | 16 de junho de 1962 † | 7 anos, 33 dias   | Exército Soviético | [ 2 ] |
| 2   |         | General do Exército Pavel Batov (1897–1985)      | 16 de junho de 1962   | Outubro de 1965       | 3 anos, 3 meses   | Exército Soviético | [ 3 ] |
| 3   |         | General do Exército Mikhail Kazakov (1901–1979)  | Outubro de 1965       | Agosto de 1968        | 2 anos, 10 meses  | Exército Soviético | [ 4 ] |
| 4   |         | General do Exército Sergei Shtemenko (1907–1976) | Agosto de 1968        | 23 de abril de 1976 † | 7 anos, 8 meses   | Exército Soviético | [ 5 ] |
| 5   |         | General do Exército Anatoly Gribkov (1919–2008)  | 23 de abril de 1976   | 24 de janeiro de 1989 | 12 anos, 276 dias | Exército Soviético | [ 6 ] |
| 6   |         | General do Exército Vladimir Lobov (1935–) [a]   | 24 de janeiro de 1989 | 1 de julho de 1991    | 2 anos, 158 dias  | Exército Soviético | [ 7 ] |